# 新大利根橋

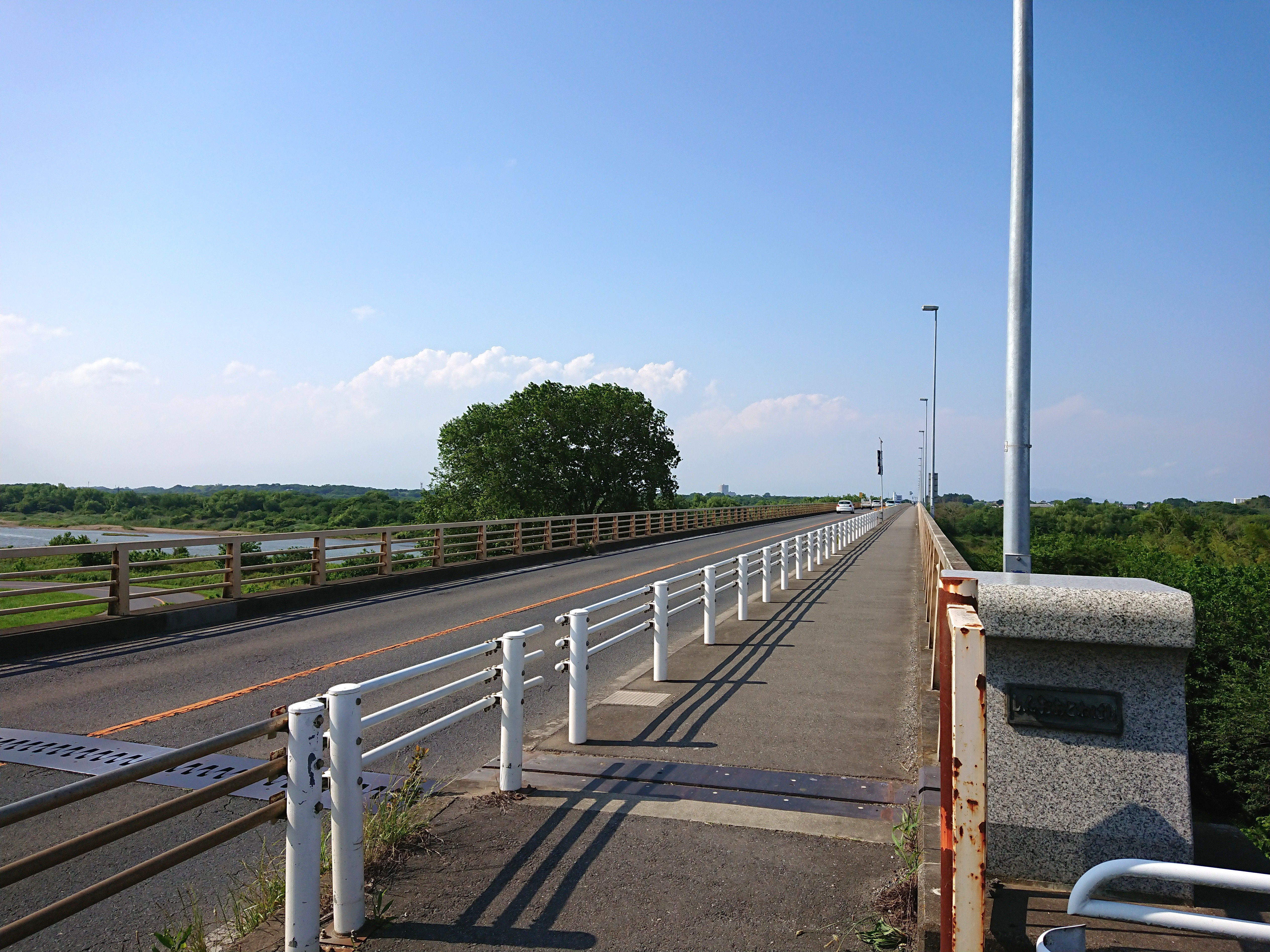
新大利根橋の利根川架橋部、柏側から

新大利根橋（しんおおとねばし）は、利根川に架かる茨城県取手市と千葉県柏市を結ぶ県道守谷流山線の道路橋である。

## 概要
かつて新大利根橋有料道路の道路橋として架設供用された橋梁で、無料開放後の現在は茨城県が管理する。全長711m。
1980年（昭和55年）4月17日に茨城県取手市大字戸頭（現：戸頭）と千葉県柏市弁天下を結ぶ橋として架橋された。当初は2つの調節池部分には架橋されず、利根川主流部分にのみ架橋されたため、台風などの増水時には、地形に沿って地表面に道路が敷設されたこの調節池部分が冠水してしまい、数日に渡って通行止めになることもしばしばあった。そのため車が東隣（下流側）の大利根橋に集中し、大利根橋に向かう車で国道294号と常総ふれあい道路の交通が終日麻痺していた。これを解消するため1998年（平成10年）に北側の稲戸井調節池部分を架橋し、ついで2002年（平成14年）に南側の田中調節池部分を架橋し、開通から22年かけて全線において新大利根橋が完成した。この時点で、1980年（昭和55年）に柏市布施から同市弁天下まで架橋された布施橋と一体となっている。これにより、増水しても通行止めになることはなくなった。
開通30年となる2010年（平成22年）4月17日に料金徴収期限となり、それに先立つ4月1日〜4月16日を特別開放期間とし、4月17日に正式に無料開放された。
茨城県道・千葉県道47号守谷流山線（守谷街道）の一部を構成しており、国道6号（水戸街道）及び国道294号のバイパスとしても機能している。取手側にはヨークタウン取手（2015年（平成27年）9月30日に閉店したイオン取手店の跡地）、ケーズデンキ（取手店）、少し離れてジョイフル本田（守谷店）、西友楽市 守谷、アクロスモール守谷、イオンタウン守谷、アサヒビール茨城工場、伊藤ハム取手工場などがあり、買い物客の利用が多い。

## 新大利根橋有料道路

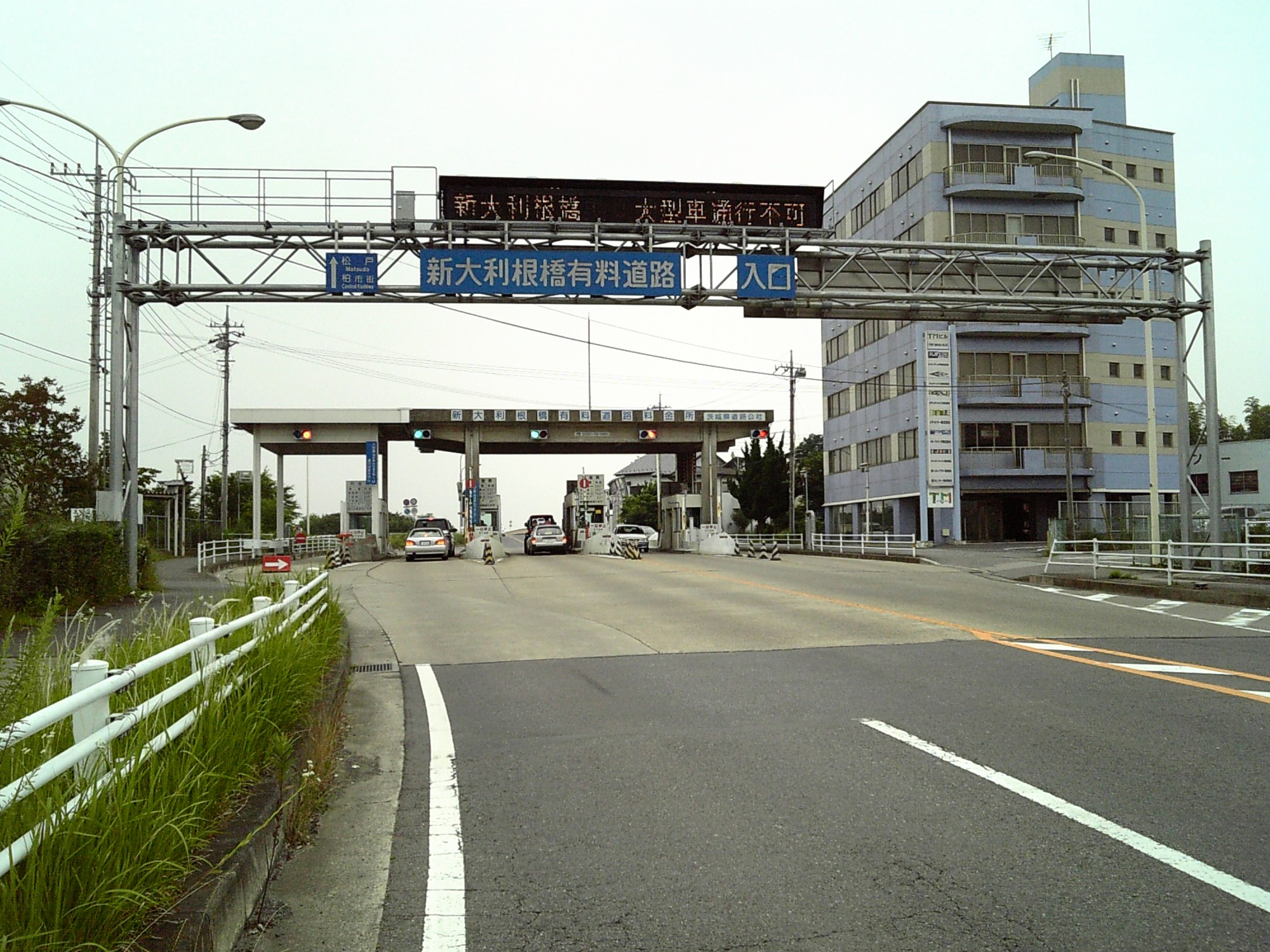
新大利根橋有料道路料金所
（2008年6月28日撮影）

1980年（昭和55年）4月17日から2010年（平成22年）4月17日までの30年間は、新大利根橋を含む、守谷市本町の乙子交差点から千葉県柏市根戸の布施入口交差点までの5.6kmが新大利根橋有料道路となっていた。ただし、実質的に有料区間となっていたのは新大利根橋に該当する区間のみで、その他の区間のみを通行する場合は無料となっていた。有料道路時代は茨城県道路公社が管理し、料金所は新大利根橋の取手市側出入口に設けられていた。有人のゲートにて料金を支払う形態で、ETCやクレジットカードによる料金収受には対応していなかった。また、深夜帯（0時から6時）は無人となり、無料で通行することができた。1冊あたりの枚数が多いほど割引率が高い回数券も発売していた。
歩行者及び自転車は、完全無料化以前から併設されている歩道を無料で通行することができた。但し、下記の通り「軽車両等 20円」との料金設定があり、かつ1999年（平成11年）4月1日までは「軽車両等」から自転車が除外されていなかったことから、かつては歩道にも鳥の巣箱ほど大きさの木製の自転車用料金箱が設置されていた。しかし、歩道は有人ゲートではないことからほとんど機能しなかった。さらに、隣接学区の制度を利用して取手市や守谷市から千葉県立柏高等学校、柏市立柏高等学校、千葉県立柏中央高等学校、千葉県立東葛飾高等学校等へ通学する高校生が多く通行するが、そうした利用者からの不平不満を考慮した結果、自転車に対する料金設定を撤廃したものと見る向きもある。
近隣商業施設の中には、一定金額以上の買い物をした客へ、サービスとして無料通行券を渡すサービスを行っていた店舗もある。
かつての通行料金に大型車の料金があるため通行が可能であったと思われるが、現在、大型車両は通行することができない。橋の両端の交差点でそれぞれ大型貨物自動車等および大型乗用車等通行止めの標識が設置されている。特に、千葉県側は取り付け道路を含めてすべて路線バスを除き大型車両は通行できない。それにもかかわらず、多くの大型貨物自動車等が橋を通行しており、これらは道路使用許可を得ているとしても規制自体の実効性に疑問が生ずる状況にある。
歩道は下流側にのみ設置されており、自転車の通行も許可されている。この歩道に利根川サイクリングロードが千葉県側、茨城県側の双方で連結されている。千葉県側の利根川サイクリングロード（柏市サイクリング道路）は新大利根橋から国道6号線の大利根橋までは存在せずこの間は未舗装になるので、走行自体はできるもののこの歩道を利用して茨城県側のサイクリングロードを利用するほうがスムースに通過することができる。新大利根橋は幅が狭く外側線外側の余地がほぼないため、自転車等の軽車両が本来通行すべき車道を走ることには危険が伴う。この間は歩道を通行するほうが安全上望ましい。

### 料金
2010年（平成22年）3月31日現在。
- 普通車：200円
- 大型車 (1) ：320円
- 大型車 (2) ：730円
- 軽車両等（自転車を除く）：20円
- 自転車・歩行者：歩道通行は無料

## 沿革
- 1976年（昭和51年）2月10日：新大利根橋有料道路（茨城県取手市大字戸頭 - 千葉県柏市大字布施：1.5 km区間）の工事に着手[9]。
- 1980年（昭和55年）3月31日：新大利根橋有料道路（茨城県取手市大字戸頭 - 千葉県柏市大字布施下：2.4 km区間）の工事が完了する[10]。
- 1980年（昭和55年）4月17日：新大利根橋有料道路暫定開通[8][11]。
- 1989年（平成元年）10月1日：通行料金改定（普通車200円、大型車(I)310円、大型車（II)720円、軽車両等20円）[12]。
- 1997年（平成9年）10月1日：通行料金改定（普通車200円、大型車(I)320円、大型車（II)730円、軽車両等20円）[13]。
- 1998年（平成10年）10月6日：稲戸井調節池内高架化完了[3]。
- 1999年（平成11年）4月1日：通行料金改定（「軽車両等」のうち、自転車に対する料金設定を廃止）[14]。
- 2002年（平成14年）9月7日：田中調節池内高架化完了[4]。
- 2003年（平成15年）3月31日：千葉県柏市大字弁天下 - 柏市大字布施下間の改築工事完了[15]。
- 2010年（平成22年）
  - 4月1日：特別無料開放期間開始（〜4月16日）
  - 4月17日：無料開放。

## ギャラリー

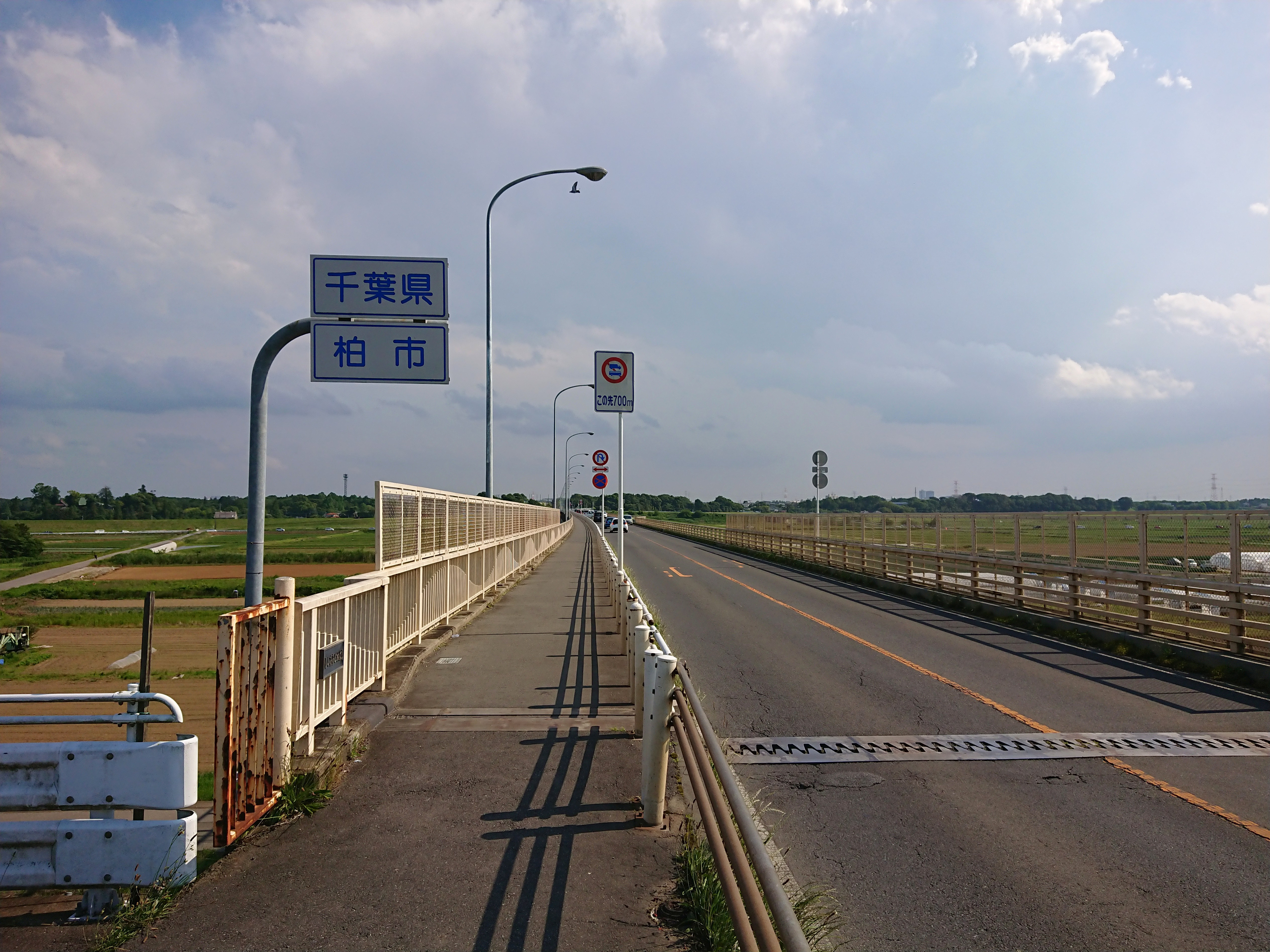
田中調節池架橋部、利根川側から
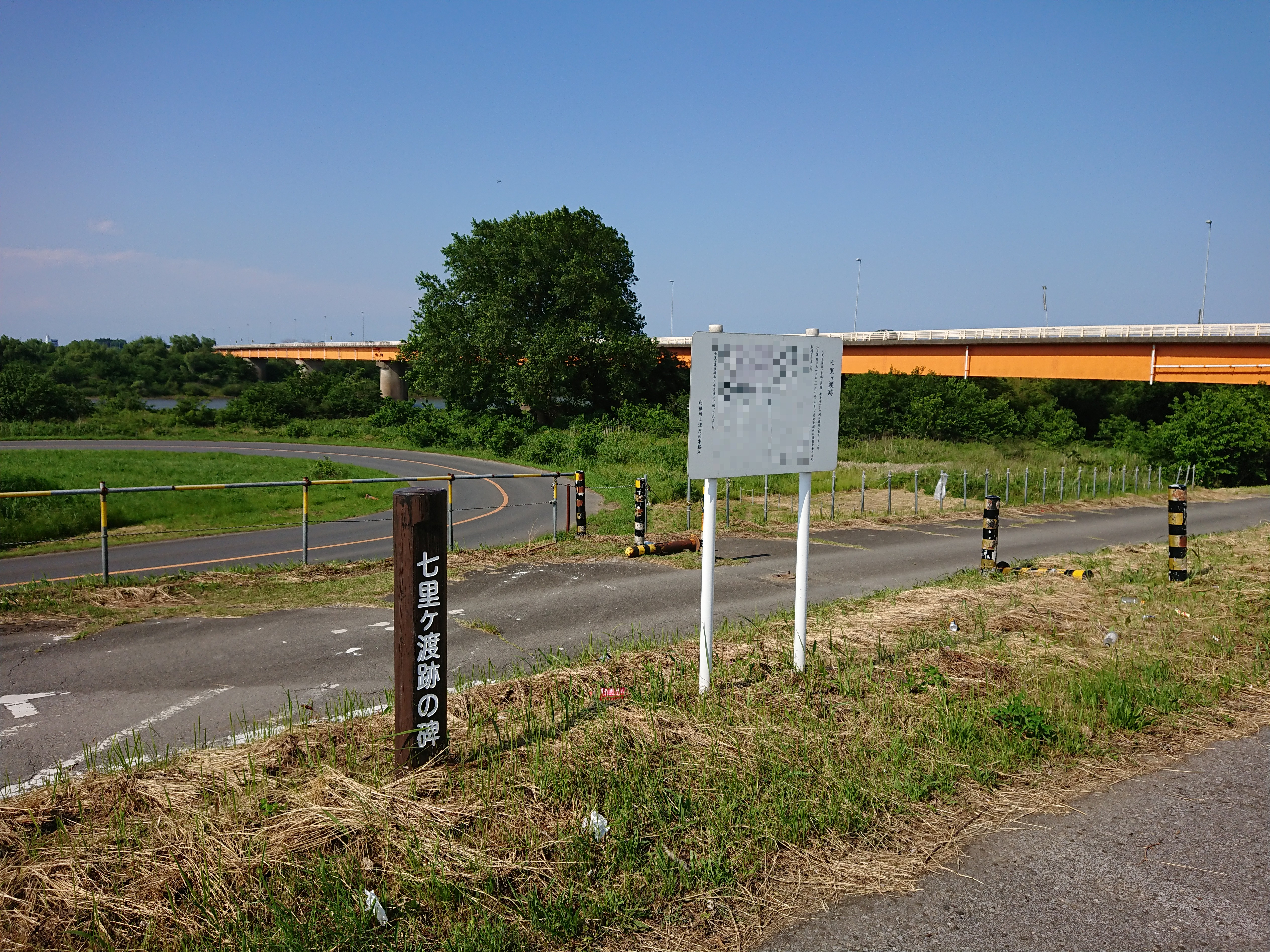
すぐそばにある七里ヶ渡跡の碑、後ろのオレンジ色のものが新大利根橋

## 隣の橋
- 利根川

（上流） - 利根川橋（常磐道） - 利根川橋梁（TX） - 新大利根橋 - 大利根橋（国道6号） - 利根川橋梁（JR常磐線）  - （下流）